# Kevin Kampl
Kevin Kampl (ur. 9 października 1990 w Solingen) – słoweński piłkarz niemieckiego pochodzenia, występujący na pozycji pomocnika w niemieckim klubie RB Leipzig. W latach 2012–2018 reprezentant Słowenii. Posiada także obywatelstwo niemieckie. Piłkarz roku Słowenii 2013 oraz 2014.

## Kariera klubowa
Kampl urodził się w Niemczech, w rodzinie pochodzenia słoweńskiego. Karierę piłkarską rozpoczął w klubie VfB Sollingen. W 1997 roku podjął treningi w Bayerze 04 Leverkusen. W 2008 roku został członkiem drugiej drużyny Bayeru. Do końca 2010 roku grał w niej w Regionallidze. W 2011 roku przeszedł do SpVgg Greuther Fürth. W pierwszej drużynie Fürth rozegrał jeden mecz, a latem 2011 został zawodnikiem VfL Osnabrück. Z kolei latem 2012 rozegrał trzy mecze i strzelił dwa gole w barwach VfR Aalen.
We wrześniu 2012 Kampl podpisał kontrakt z Red Bullem Salzburg. W austriackiej Bundeslidze swój debiut zanotował 15 września 2012 w zremisowanym 1:1 domowym meczu z SV Ried.
22 grudnia 2014 roku niemiecka Borussia Dortmund poinformowała o podpisaniu z Kamplem umowy, a od 1 stycznia 2015 roku Kevin jest zawodnikiem BVB.
31 sierpnia podpisał kontrakt z RB Leipzig.

## Statystyki klubowe
| Sezon   | Klub                | Kraj    | Rozgrywki     | Liga  | Liga   | Puchar kraju | Puchar kraju | Europa | Europa | Suma  | Suma   |
| Sezon   | Klub                | Kraj    | Rozgrywki     | Mecze | Bramki | Mecze        | Bramki       | Mecze  | Bramki | Mecze | Bramki |
| ------- | ------------------- | ------- | ------------- | ----- | ------ | ------------ | ------------ | ------ | ------ | ----- | ------ |
| 2008/09 | Bayer Leverkusen II | Niemcy  | Regionalliga  | 1     | 0      | —            | —            | —      | —      | 1     | 0      |
| 2009/10 | Bayer Leverkusen II | Niemcy  | Regionalliga  | 21    | 1      | —            | —            | —      | —      | 21    | 1      |
| 2010/11 | Bayer Leverkusen II | Niemcy  | Regionalliga  | 14    | 4      | —            | —            | 1      | 0      | 15    | 4      |
| 2010/11 | Greuther Fürth      | Niemcy  | 2. Bundesliga | 1     | 0      | —            | —            | —      | —      | 1     | 0      |
| 2010/11 | Greuther Fürth II   | Niemcy  | Regionalliga  | 7     | 0      | —            | —            | —      | —      | 7     | 0      |
| 2011/12 | VfL Osnabrück       | Niemcy  | 3. Liga       | 35    | 2      | 1            | 0            | —      | —      | 36    | 2      |
| 2012/13 | VfR Aalen           | Niemcy  | 2. Bundesliga | 3     | 2      | 1            | 0            | —      | —      | 4     | 2      |
| 2012/13 | Red Bull Salzburg   | Austria | Bundesliga    | 23    | 4      | 4            | 0            | —      | —      | 27    | 4      |
| 2013/14 | Red Bull Salzburg   | Austria | Bundesliga    | 33    | 9      | 5            | 2            | 13     | 3      | 51    | 14     |
| 2014/15 | Red Bull Salzburg   | Austria | Bundesliga    | 18    | 5      | 3            | 2            | 10     | 4      | 31    | 11     |
| 2014/15 | Borussia Dortmund   | Niemcy  | Bundesliga    | 13    | 0      | 2            | 0            | 1      | 0      | 16    | 0      |
| 2015/16 | Borussia Dortmund   | Niemcy  | Bundesliga    | 1     | 0      | —            | —            | 2      | 0      | 3     | 0      |
| 2015/16 | Bayer 04 Leverkusen | Niemcy  | Bundesliga    | 22    | 3      | 3            | 0            | 6      | 1      | 31    | 4      |
| 2016/17 | Bayer 04 Leverkusen | Niemcy  | Bundesliga    | 30    | 1      | 2            | 0            | 7      | 1      | 39    | 2      |
| 2017/18 | Bayer 04 Leverkusen | Niemcy  | Bundesliga    | 1     | 0      | 1            | 0            | —      | —      | 2     | 0      |
| 2017/18 | RB Leipzig          | Niemcy  | Bundesliga    | 26    | 1      | 1            | 0            | 10     | 0      | 37    | 1      |
| 2018/19 | RB Leipzig          | Niemcy  | Bundesliga    | 27    | 2      | 5            | 0            | 8      | 1      | 40    | 3      |
| 2019/20 | RB Leipzig          | Niemcy  | Bundesliga    | 11    | 2      | —            | —            | 4      | 0      | 15    | 2      |
| 2020/21 | RB Leipzig          | Niemcy  | Bundesliga    | 27    | 0      | 5            | 0            | 7      | 0      | 39    | 0      |
| 2021/22 | RB Leipzig          | Niemcy  | Bundesliga    | 14    | 0      | 2            | 0            | 3      | 0      | 19    | 0      |
| Ogółem  | Ogółem              | Ogółem  | Ogółem        | 328   | 36     | 35           | 4            | 72     | 10     | 435   | 50     |

(aktualne na dzień 17 grudnia 2021)

## Kariera reprezentacyjna
W reprezentacji Słowenii Kampl zadebiutował 12 października 2012 roku w wygranym 2:1 meczu eliminacji do MŚ 2014 z Cyprem, rozegranym w Mariborze.

## Statystyki reprezentacyjne
| Reprezentacja | Lata      | Mecze | Gole |
| ------------- | --------- | ----- | ---- |
| Słowenia U-21 | 2009-2012 | 17    | 2    |
| Słowenia      | 2012-2018 | 28    | 2    |
| Ogółem        | Ogółem    | 45    | 4    |